# Pergesa
Pergesa este un gen de molii din familia Sphingidae. 

## Specii
- Pergesa acteus (Cramer, 1779)